# Кобилянський Володимир Олександрович

Володимир Кобилянський

Володи́мир Олекса́ндрович Кобиля́нський (27 серпня або 27 вересня 1895, Ясси, Румунія — 10 вересня 1919, Київ) — український поет, перекладач. Літературні псевдоніми — В. Бульваров, Остап Сумрак, Ульріх Штутнер.

## Біографія
Народився в місті Ясси (Румунія) у багатодітній родині кравця.
Навчався в німецькій початковій школі, Чернівецькій гімназії, здав екстерном іспити до Чернівецької вчительської семінарії. Склав іспит на помічника народного вчителя. Учителював у селі Киселеві на Буковині.
Від 1913 року жив у Києві. 1919 року працював у Головній книжковій палаті в Києві (нині Книжкова палата України). Співпрацював з Павлом Тичиною та Дмитром Загулом у Всеукраїнському державному видавництві України.
Помер від епідемічного висипного тифу під час окупації Києва військами Денікіна. Поховано на Байковому кладовищі. Могилу відроджено 1989 року. На могилі на двох підставках встановлено квадратну стелу з габро, на якій вигравірувано портрет Кобилянського і напис: «Український письменник Володимир Олександрович Кобилянський 27.VIII.1895 — 10.IX.1919».

## Творчість
- Кобилянський В. Твори / В. Кобилянський ; ред. і передм. Д. Загула. — 2-ге з рукописів доповн. посмерт. вид. — Київ : Зах. Україна, 1930. — XXX, 1, 181, 6 с., 1 арк. портр. [Архівовано 24 Січня 2021 у Wayback Machine.]

Опублікував збірки «Між лататтям» (1913), «Мій дар» (посмертно, 1920).
Переклав понад 100 творів Генріха Гейне та Йоганна-Фрідріха Шіллера.

## Вшанування пам'яті
З 1996 року Кабінетом молодого автора Національної спілки письменників України та центром «Свобода слова» проводиться Літературний конкурс імені Володимира Кобилянського для відзначення авторів найкращих творів для дітей (у тому числі рукописів творів).